# Mechelner
A mechelner egy belga tyúkfajta.

## Fajtatörténet
Belgiumban tenyésztették ki régi kendermagos tanyasi tyúkfajtákból. 

## Fajtabélyegek, színváltozatok
Széles, hosszú hát jellemzi, farktollazata kicsi. Melltájéka mély, széles. A szárnyak kicsik, szorosan a testhez simulók. Feje kicsi, hosszúkás, arca piros, tollmentes, szemei vörösek. Csőre erős, szarvszínű, olyan világos, amennyire csak lehet. Taraja egyszerű, közepesen nagy, füllebenye piros, hosszúkásan kerekded. Toroklebeny közepesen nagy, kerek. Nyaka erős, dúsan tollazott. Combjai erősek, húsosak, a csüd közepesen hosszú, erős, világos hússzínű. 
Színváltozatok: fehér és kendermagos.

## Tulajdonságok
Gyorsan növő húsfajta tyúk. Régen hús- és tojáshozamra tenyésztették ki, de az új hibrid fajták ezt is háttérbe szorították, mint oly sok más fajtát.   
| Általános tulajdonságok: | Általános tulajdonságok:      |
| ------------------------ | ----------------------------- |
| Súlya                    | kakas 4-4,5 kg, tojó 3-3,5 kg |
| Gyűrűmérete              | kakas 24, tojó 22             |
| Tenyésztojás tömege      | 53 g                          |
| Tojáshéj színe           | sárga                         |
| Éves tojáshozama         | 150 db                        |